# Shun
Shun (chiń. 舜; pinyin Shùn) – legendarny władca Chin, ostatni z Pięciu Cesarzy.
Objął rządy po Yao, który jeszcze za życia wyznaczył go na swojego następcę, przedkładając go z powodu jego zalet nad swojego rodzonego syna. Przez konfucjanistów uważany był za jednego z idealnych władców. Księga dokumentów przyrównuje go do Yao, określa przydomkiem "Wspaniały" i wylicza liczne jego przymioty, takie jak przenikliwość, roztropność, łagodność i szczerość. Gdy ojciec Shuna po ponownym ożenku i doczekaniu się nowego potomka próbował zabić pierwszego syna, ten cierpliwie znosił szykany i pozostał wierny ojcu, za co został później uznany za pierwszy z Dwudziestu Czterech Przykładów Synowskiej Miłości.
Shun miał polecić Yu zadanie poskromienia wód potopu, do jakiego doszło jeszcze za panowania cesarza Yao. Następnie wyznaczył Yu na swojego następcę, a ten stał się założycielem pierwszej chińskiej dynastii, Xia.